# 聖チェチリアと楽譜を持つ天使
『聖チェチリアと楽譜を持つ天使』（せいチェチリアとがくふをもつてんし、仏: 、英: ）、または『ヴィオラを奏でる聖チェチリア』（ヴィオラをかなでるせいチェチリア、英: Saint Cecilia Playing the Viol）は、17世紀イタリア・バロック期のボローニャ派の画家のドメニキーノがキャンバス上に油彩で制作した絵画で、彼の作品中でよく知られているものである。1617年ごろに描かれ、画家成熟期の様式の成立を示している。本来、ルドヴィーコ・ルドヴィーシ枢機卿が所有していたが、フランスにもたらされた後にパリの銀行家エバーハルト・ジャバッハが1662年にフランス国王ルイ14世に売却した。1798年以来、パリのルーヴル美術館 (当時の名称は中央芸術博物館) に展示されている。

## 作品
本作に描かれているのは、音楽とオルガン演奏の守護聖女聖チェチリアである。3世紀の古代ローマ時代に生きた聖チェチリアは、神に身を捧げる若い女性であった。彼女は、ワレリアン (Valerian) と結婚した日に彼を真の信仰へと改宗させ、貞節な結婚へと導いた。伝説によると、2人はともに殉教した。後世、彼女には音楽に身を捧げたというイメージが加わり、絵画では中世に流行したオルガンとともに描かれることが多い。
本作の聖チェチリアは壮麗な赤いドレスを着て、ヴィオラ・ダ・ガンバで自ら演奏しながら歌っている。彼女はほとんど恍惚状態で、目が上を向き、プットが楽譜を開いて持っていることにも気をかける気配がない。ドメニキーノは古典主義的なバランス感覚に優れ、誇張的表現や過剰な写実を避けつつも、遊びのような細部を含む。この絵画では、譜面台の役割を担っているプットは、神話のアトラスのように頭で楽譜を支えている。絵画は全体に見事に調和がとれ、それが縦のモティーフが並ぶ構図によって強調されている。